# Wilkesley
Wilkesley – przysiółek w Anglii, w Cheshire. Leży 16,4 km od miasta Crewe, 33,7 km od miasta Chester i 233,3 km od Londynu. Wilkesley jest wspomniana w Domesday Book (1086) jako Wiveslede.